# Daniel Lezama

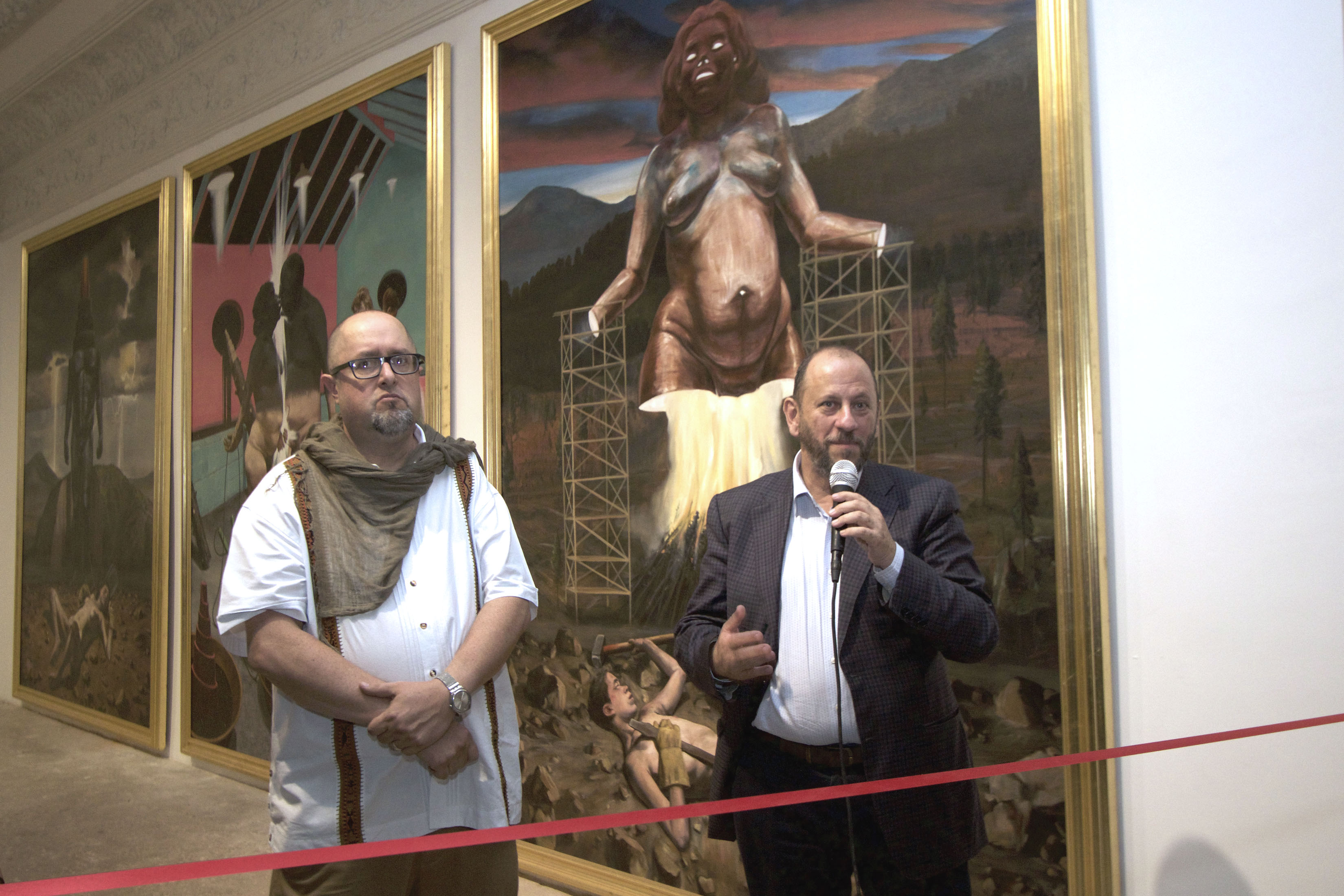
Daniel Lezama (izquierda) inaugurando una exposición en 2018.

Daniel Lezama (Ciudad de México, 1968) es un pintor mexicano. Se caracteriza por un estilo académico que el mismo define como "naturalista", en el que reelabora alegóricamente símbolos e imágenes del discurso nacionalista mexicano y las reinterpreta en contextos contemporáneos, con puestas en escena de temas fuertes. Retoma la obra de autores mexicanos del siglo XIX y XX y la influencia de autores de fuerte alcance narrativo como Rubens o Goya, y de maestros del tenebrismo en el manejo de la luz como Caravaggio.

## Biografía
Su padre fue pintor y gran parte de su infancia transcurrió en Texas, París y la Ciudad de México. Creció rodeado de cultura visual, y luego de incursionar en distintas prácticas artísticas como el cómic y la literatura, decidió convertirse en artista plástico.
Estudió Artes Plásticas en la Escuela Nacional de Artes Plásticas de la UNAM y actualmente reside en la Ciudad de México.
En 2001 ganó el premio premio de adquisición de la décima Bienal Tamayo, al mismo tiempo ha sido acreedor a apoyos del FONCA y del CONACULTA.

## Exposiciones

### Individuales
2022
- Vértigos de mediodía, Museo de Arte Moderno, Ciudad de México

2012 
- Pillahuana, Pulquería Los Insurgentes, Ciudad de México

2011
- Cartas de viaje, Galería Hilario Galguera, Ciudad de México

2010
- El rumor de las islas (stand individual), FEMACO, Ciudad de México
- 5 veces la bandera, Drexel Galería, Monterrey

2009
- Daniel Lezama / Travelers, Embajada de México en Berlín.

2008
- La madre pródiga, Museo de la Ciudad de México, Ciudad de México

2006
- Teatro nacional, Galería Jesús Drexel, Monterrey, NL
- La gran noche mexicana, Galería OMR, Ciudad de México

2005
- La muerte de Empédocles, Café La Gloria, Ciudad de México

2004
- Comparsas, Galería Jesús Drexel, Monterrey, NL

2003
- Días de guardar, Casa ITESO-Clavijero, Guadalajara, Jal.

2002
- La clase de historia, Galería Jesús Drexel, Monterrey, NL
- Una visita al valle, Galería OMR, Ciudad de México
- Pinturas, 1998-2002, Galería de la SHCP, Ciudad de México
- Morality Plays, Roebling Hall Gallery. New York

2001
- Historias compartidas, Museo de Arte Moderno, Ciudad Juárez, Chih. (Traveling show)

2000
- Obra reciente, Galería Nina Menocal, Ciudad de México
- Pequeño formato, Galería El Estudio, Ciudad de México
- Sala individual, MUCA Roma. Ciudad de México
- El nacimiento del amor, Museo de la Ciudad, Querétaro, Qro. (Traveling show)

1998
- 12 Scenes, 1997-98, Hof & Huyser Galerie, Ámsterdam
- El jardín existencial, Galería 2, ENAP-Xochimilco, Ciudad de México.

1997
- El teatro de lo real, Galería III, Academia de San Carlos, Ciudad de México
- El velo de Maya, Centro Cultural San Ángel, Ciudad de México.

1996
Motivo: retrato, Casa Borda, Taxco.